# Champagne and Wine - The Love Collection
Champagne and wine - The love collection est une compilation de la chanteuse belge Viktor Lazlo sortie en Corée en 2004.

## Titres
1. Champagne and wine (D. de Laet / S. Van Holme) 2:42
  - extrait de l'album Viktor Lazlo, 1987
2. Poison (V. Lazlo - B. Russell / B. Russell) 3:57
  - extrait de l'album My delicious poisons, 1991
3. Amores (Besame mucho) (Raul Paz - C. Velazquez / C. Velazquez) 3:30
  - extrait de l'album Amour(s), 2002
4. It's a message for you (V. Lazlo / B. Antonacci) 3:48
  - extrait de l'album Amour(s), 2002
5. Light and dark (V. Lazlo - F. Hardy / K. Chahine) 4:34
  - extrait de l'album My delicious poisons, 1991
6. The sound of expectation (V. Lazlo / S. d'Allora) 4:03
  - extrait de l'album Amour(s), 2002
7. In your arms (R. Schillebeeckx) 4:09
  - extrait de l'album Viktor Lazlo, 1987
8. Danse (V. Lazlo / S. d'Allora) 4:19
  - extrait de l'album Amour(s), 2002
9. En cas d'amour (V. Lazlo - B. Antonacci / B. Antonacci) 4:12
  - extrait de l'album Amour(s), 2002
10. Long distance (M. Leforestier - J. Kopf / G. Cadiere - V. Lazlo - C. Bofane) 4:11
  - extrait de l'album Hot & soul, 1989
11. Désir fou (V. Lazlo / David Linx) 3:15
  - extrait de l'album My delicious poisons, 1991
12. Gone with the wind (V. Lazlo / C. Monthieux) 4:00
  - extrait de l'album Amour(s), 2002
13. Hey baby, cool (D. Gistelinck / P. Van Dormael) 3:35
  - extrait de l'album Viktor Lazlo, 1987
14. Easy to lose (H. Pennequin / F. Caux Lahalle) 2:59
  - extrait de l'album My delicious poisons, 1991
15. Si moi, si lui (V. Lazlo - B. Antonacci / B. Antonacci) 4:18
  - extrait de l'album Amour(s), 2002
16. Pleurer des rivières (B. Bergman / A. Hamilton) 3:53
  - extrait de l'album She, 1985